# Max Croiset
Pour les articles homonymes, voir Croiset.
 (octobre 2018).
Max Croiset, né le 13 août 1912 à Blaricum et mort le 7 avril 1993 à  La Haye, est un acteur, écrivain et poète néerlandais.

## Carrière
Issue d'une famille d'artistes, il est l'époux de l'actrice belge Jeanne Verstraete. Le beau-frère de l'actrice Mieke Verstraete et des acteurs Guus Verstraete, Bob Verstraete et Richard Flink. Il est le beau-fils de l'acteur Jules Verstraete. Il est le beau-père de l'écrivaine Agaath Witteman. Il est le père des acteurs Hans Croiset et de Jules Croiset. Il est le grand-père des acteurs Vincent Croiset et de Niels Croiset. Il est l'oncle des acteurs Coen Flink et Guus Verstraete jr..

## Filmographie
- 1934 : Dood Water de Gerard Rutten : Jan Brak
- 1936 : Oranje Hein
- 1938 : Veertig jaren
- 1940 : Ergens in Nederland
- 1942 : De Laatste Dagen van een Eiland
- 1953 :  Rechter Thomas
- 1958 : Village au bord du fleuve de Fons Rademakers : Docteur Van Taeke[5]
- 1960 : L'Orphelin et son chien (A Dog of Flanders) de James B. Clark [6]
- 1962 :  Hij zit aan de smeltkroes :  Professeur Mensch
- 1967 :  Mandjes uit Mexico : Winthrop
- 1971 : Neutraal terrein : Otis
- 1972 : The Little Ark de James B. Clark[7]
- 1981 :  Hoge hakken, echte liefde : President commissaraire
- 1986 :  Dossier Verhulst : Président Rechtbank
- 1987 : Bygones de Ine Schenkkan
- 1991 : Eline Vere : Docteur Reyer
- 1993 : Daens : Père d'Abbot